# إليزابيث شانت
إليزابيث شانت (بالإنجليزية: Elisabeth Chant)‏ هي رسامة أمريكية، ولدت في 10 مارس 1865، وتوفيت في 21 سبتمبر 1947.